# Дёржа
Дёржа — река в Московской и Тверской областях России, правый приток Волги.

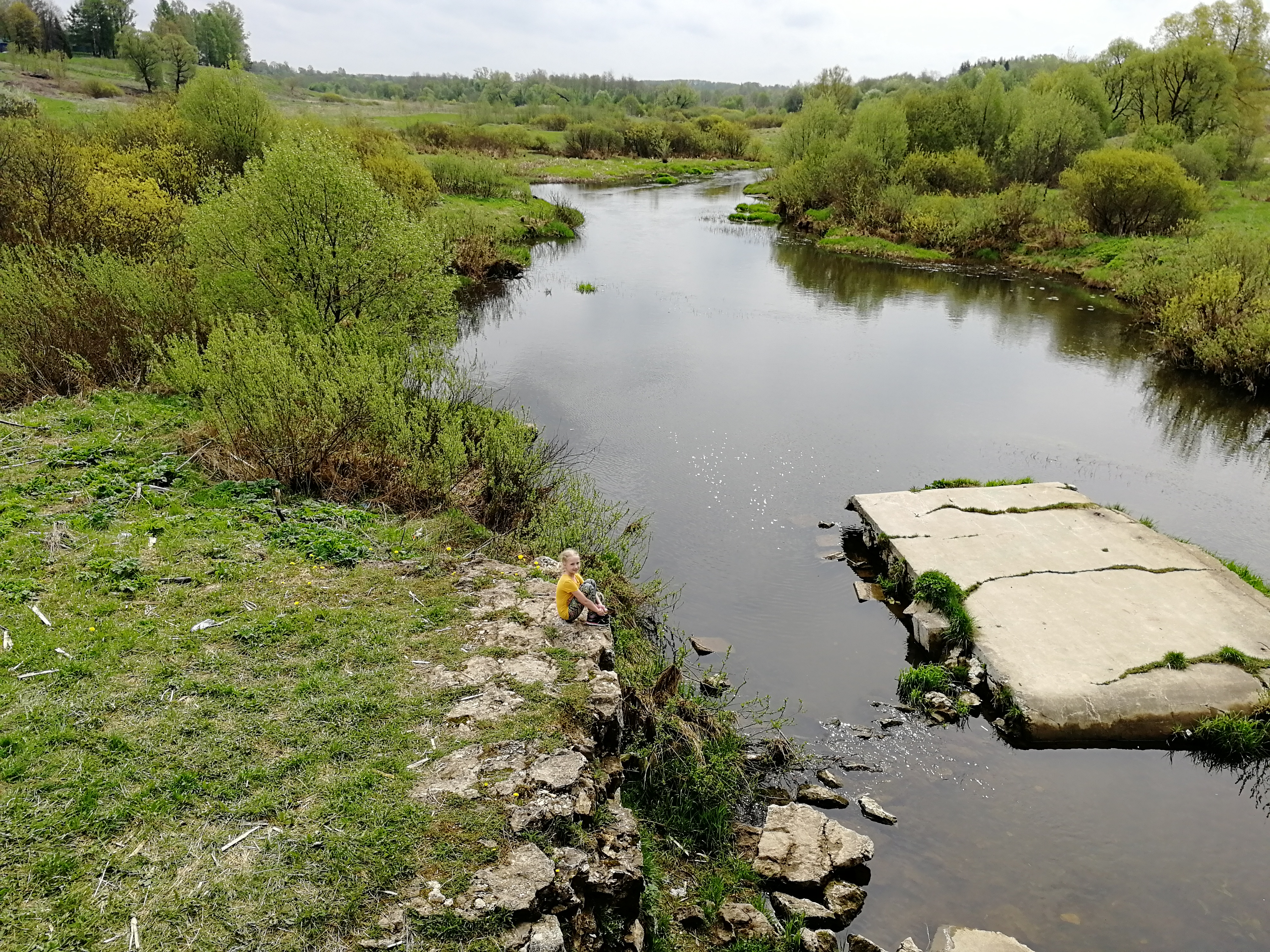
Река Дёржа в селе Погорелое Городище

Берёт начало в 8 км к западу от станции Шаховская Рижского направления Московской железной дороги, впадает в Волгу ниже города Зубцова в Тверской области.
Длина — 89 км (по другим данным — 60 км), площадь водосборного бассейна — 730 км². Равнинного типа. Питание преимущественно снеговое. Замерзает обычно в середине ноября, вскрывается в середине апреля.
Дёржа выглядит очень живописно, причудливо извиваясь между моренными холмами среди смешанных и берёзово-осиновых лесов, лугов и полей. Наиболее красивые места находятся в Тверской области.
Примерно в двух километрах перед впадением в Волгу река пробила проход сквозь известняковый кряж: образовался красивейший каньон с шумными перекатами и белыми скалами по правому берегу. На дне реки — плоские известняково-кремнёвые плиты, в русле — гранитные ледниковые валуны.

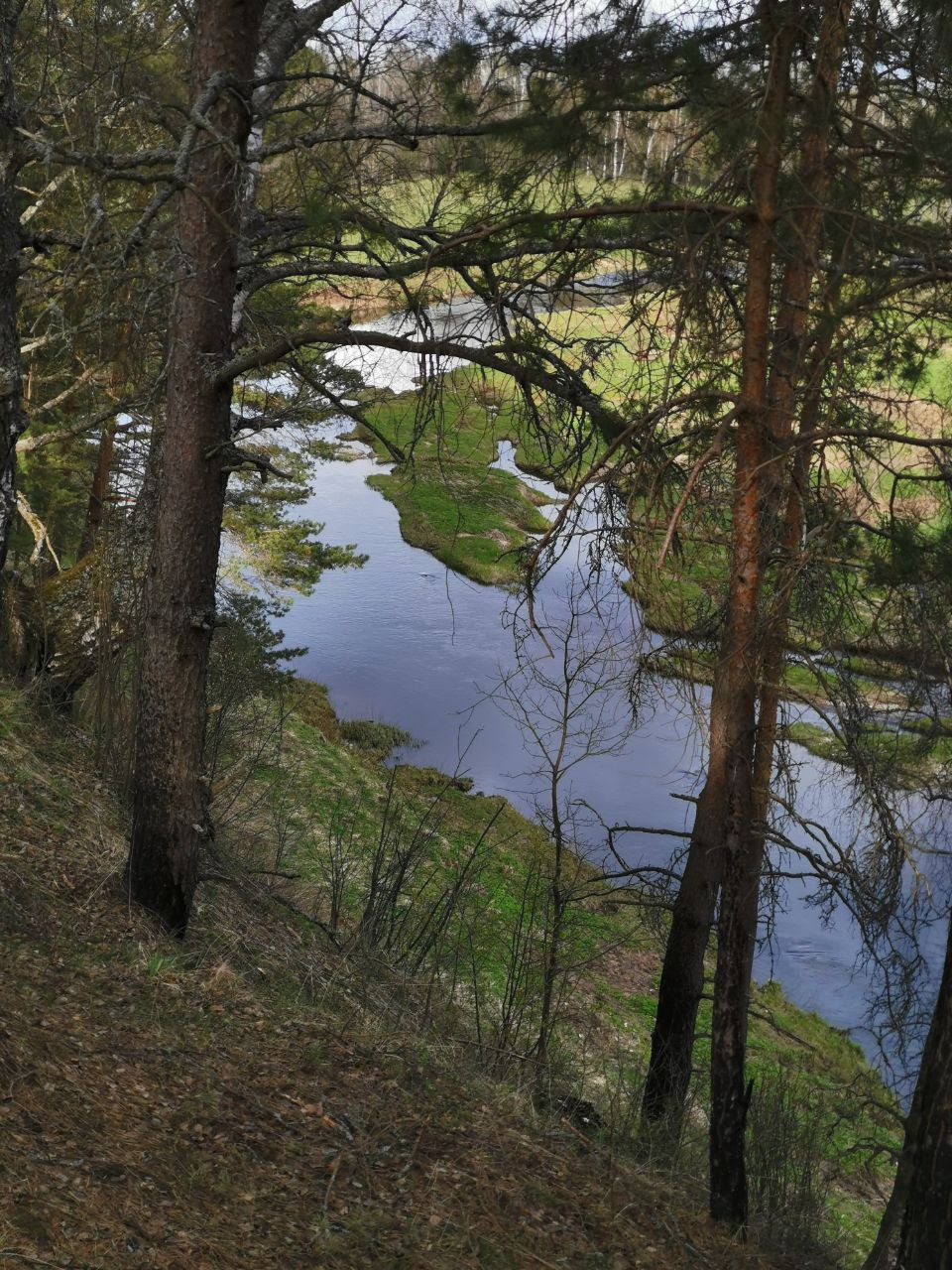
Река Дёржа проходит через известняковый кряж перед впадением в р. Волга

По данным государственного водного реестра России, относится к Верхневолжскому бассейновому округу. Речной бассейн — (Верхняя) Волга до Куйбышевского водохранилища (без бассейна Оки), речной подбассейн — бассейны притоков (Верхней) Волги до Рыбинского водохранилища, водохозяйственный участок — Волга от города Зубцова до города Твери, без реки Тверцы.

## Притоки
(расстояние от устья)
- 8,2 км: река Ивка (лв)
- 26 км: река Синяя (лв)
- 28 км: река Горянка (пр)
- 58 км: река Сукромля (лв)
- 74 км: река Дерильня (лв)